# Rowett (eiland)
Rowett (Engels: Rowett Island) is een van de Zuidelijke Shetlandeilanden. Het is 0,8 km lang en ligt net ten zuiden van Cape Lookout op Olifanteiland.
Het eiland is vernoemd naar de Britse filantroop John Rowett.
Bridgeman · Clarence · Cornwallis · Deception · Elephanteiland · Gibbs · Greenwich · Half Moon Island . King George · Livingston · Low · Nelson · Penguin · Robert · Rowett · Rugged · Smith · Snow